# Le Diamant de l'herbe
Le Diamant de l'herbe est un récit de Xavier Forneret paru en 1840 dans le recueil Pièce de pièces, Temps perdu.

## Postérité
Selon Jacques-Rémi Dahan, « Le Diamant de l'herbe passe pour le chef-d'œuvre du livre, sinon de l'auteur ». En effet, Charles Monselet, à qui l'on doit le meilleur article contemporain sur Xavier Forneret, déclarait dans ce dernier son admiration pour la pièce du poète beaunois : 

« Temps perdu renferme un chef-d'œuvre ; c'est Le Diamant de l'herbe, un récit qui n'a pas plus de vingt pages. L'étrange, le mystérieux, le doux, le terrible, ne se sont jamais mariés sous une plume avec une telle intensité. Le début a le calme d'une mélodie. »

André Breton reprend ces propos dans son Anthologie de l'humour noir, publiée en 1939 : « Monselet, plus courageux en cela que toute la critique de ces cent dernières années, ne craint pas d'admirer chez Forneret ce qui est admirable : Temps perdu ! — nous-mêmes souscrivons formellement à cette opinion — » et ajoute : « tout porte à croire que Monselet a vu juste et que la postérité s'associera à son jugement ».
Selon Tristan Maya, qui lit dans ce récit « une dizaine de pages, mais des pages parfaites », Xavier Forneret « dévoile dans ce texte le côté fantastique, halluciné de son imagination, son goût pour l'horrible joint à ses dons de poète. Conteur inégal, sans doute, mais d'une originalité certaine ».

## Éditions modernes
- Caressa suivi de Le Diamant de l'herbe, Voyage d’agrément de Beaune à Autun, Éditions Jalon, 2021, 130 p. (ISBN 978-2-491-06825-7)
- Œuvres (précédé d’un texte d’André Breton, introduction et bibliographie par Willy-Paul Romain), Paris, Arcanes, coll. « Humour noir », 1952, 252 p., p. 212-218
- Le Diamant de l'herbe, suivi de Rien ; Quelque chose, Éditions des Cendres, coll. « Oubliettes », 1983, 34 p. (ISBN 978-2-86742-001-6, lire en ligne)
- Le Diamant de l’herbe, Paris, Les Bibliophiles de France, 1991, avec des eaux-fortes de Proszynska
- Contes et récits, Paris, José Corti, coll. « romantique no 43 », 1994, 414 p. (ISBN 2-7143-0501-6), p. 271-280, édition intégrale établie par Jacques-Rémy Dahan
- Écrits complets : Volume II (1836-1880) – Aphorismes, contes et récits, roman, vie quotidienne, Dijon, Les Presses du réel, coll. « L'Écart absolu », 2013, 800 p. (ISBN 978-2-84066-488-8). , édition établie par Bernadette Blandin
- Proses, Paris, Marguerite Waknine, 2013, 123 p. (ISBN 978-2-916694-48-1)
- Le Diamant de l'herbe (avec 15 gravures sur bois de Simon Ortner et un extrait de la présentation d'André Breton), Quiero, 2022, 56 p. (ISBN 978-2-914363-21-1)

## Anthologies
- Jacques Goimard et Roland Stragliati, La Grande anthologie du fantastique : Histoires d'aberrations, Paris, Pocket, 1977, 416 p. (ISBN 978-2-266-00425-1), p. 205-211

- Jean-Luc Steinmetz, La France frénétique de 1830 : Choix de textes, Paris, Phébus, 1978, 560 p. (ISBN 978-2-8594-0015-6), p. 548-556